# 瓊斯·霍伊維爾德
瓊斯·霍伊維爾德（荷蘭語：Jos Hooiveld；1983年4月22日—）是一位荷蘭足球運動員。在場上的位置是中後衛。他現在效力於英格蘭足球超級聯賽球隊南安普敦足球俱樂部。